# Thomas Kaminski
Thomas Kaminski (ur. 23 października 1992 w Dendermonde) – belgijski piłkarz polskiego pochodzenia, występujący na pozycji bramkarza. Syn Jacka Kamińskiego, reprezentanta Polski w siatkówce.
Karierę piłkarską Kaminski rozpoczynał w mieście Zellik, w lokalnych klubach Zellik Sport i Asse-Zellik. Następnie trafił do AFC Tubize i KAA Gent. W 2008 roku, w wieku 16 lat podpisał pierwszy profesjonalny kontrakt w Germinalu Beerschot. W ciągu trzech sezonów rozegrał w barwach zespołu z Antwerpii 37 spotkań.

## Kariera piłkarska

### Kariera klubowa
W sierpniu 2011 roku pomimo zainteresowania ze strony klubów holenderskich – VVV Venlo i Rody Kerkrade, Kaminski podpisał roczny kontrakt z Oud-Heverlee Leuven. Jednocześnie związał się obowiązującym od sezonu 2012/2013 pięcioletnim kontraktem z Anderlechtem, co wywołało nieprawdziwe informacje, jakoby młody Belg był wypożyczony do Leuven z drużyny Fiołków. W ekipie OHL Kaminski był podstawowym bramkarzem i zagrał w 25 spotkaniach Eerste klasse. Zgodnie z umową, latem 2012 Belg przeniósł się do Anderlechtu, w którego barwach zadebiutował 25 sierpnia 2012 roku w meczu ze swoim poprzednim klubem – OH Leuven. W 2014 roku został wypożyczony do Anorthosisu Famagusta, a w 2015 do FC København. 
W 2016 przeszedł do KV Kortrijk. Barwy tego klubu nosił do roku 2018 i przeszedł do klubu KAA Gent w którym grał 2 lata. W roku 2020 przeniósł się na wyspy brytyjskie i rozpoczął grę w Angielskim klubie Blackburn Rovers.

### Kariera reprezentacyjna
Kaminski jest reprezentantem Belgii w kolejnych kategoriach wiekowych: U-15, U-16, U-17, U-19 i U-21, w której zadebiutował 28 marca 2011 roku.